# Rui Neto
Rui Neto (Lisboa, 6 de Junho de 1979), é um ator português.

## Biografia
Rui Neto nasceu em Lisboa e chegou a estudar Informática e Gestão de Empresas no ISCTE. Tem o mestrado em Ciências da Comunicação e licenciatura pelo Instituto de Arte, Design e Empresa (IADE) em Teatro, Marketing e Publicidade.

## Carreira
Em 1998, estreou-se em teatro, com o musical infantil "O Achamento", dirigido por Madalena Wallenstein. Trabalhou com João Garcia Miguel e o grupo OLHO, Adolfo Gutkin, An.Carl-GO (Carlos Gomes, Ana Paula Gonçalves e Carlota Gonçalves), com Celso Cleto e na Companhia de Teatro de Almada com a direcção de Joaquim Benite. Trabalhou ainda no Teatro da Garagem com Carlos J. Pessoa, no CENDREV com João Mota e recentemente no Teatro da Comuna em encenações de João Mota ("Querida Professora Helena Serguéièvna, O Camareiro, O Rei está a morrer") e Álvaro Correia ("Felicidade amanhã") e no Teatro Aberto com direcção de João Lourenço ("Purga")
Em 2010 foi escolhido para integrar a XIX edição da École des Maîtres numa criação de Matthew Lenton, fazendo parte do conjunto de atores que nessa altura formaram a companhia de teatro Looking for Michele.
Em 2013, no Teatro Nacional D. Maria II fez parte do elenco que representou a peça O aldrabão de Plauto.
Na televisão, fez parte dos elencos das novelas "O Último Beijo", "Queridas Feras", "Vingança", "Resistirei", "Sedução e Sol de Inverno. Participou em séries como "Inspector Max", A Minha Família, Nós os Ricos, Floribella, Conta-me como foi e em Liberdade 21. Em 2006 é protagonista em duas curtas-metragens da SIC Radical da série ESTRANHO. Colaborou como criativo e actor em sketchs para o programa "Boa Noite Alvim" na SIC Radical.
No cinema estreou-se na curta-metragem de Inês Oliveira, "O Nome e o NIM" (curta premiada em Vila do Conde e em festivais nacionais e internacionais), seguindo-se outros trabalhos em vídeo/instalação com Marta Pessoa, João Correia, Jorge Cramez, Julião Sarmento e Atom Egoyan. Participou ainda na longa-metragem/série Mistérios de Lisboa, de Raúl Ruiz, com a personagem Azarias.

## Filmografia
- Mistérios de Lisboa, realização de Raúl Ruiz (2010)